# جوائز دراما كي بي إس
جوائز دراما كي بي إس "KBS Drama Awards" (هانغل: KBS 연기대상؛ ر: KBS Yeon-gi Daesang) هو حفل لتوزيع الجوائز يقام سنويا في 31 ديسمبر من طرف قناة نظام البث الكوري المعروفة اختصارا ب «كي بي إس» لتكريم جل الإنجازات البارزة في الدراما الكورية التي بثت على شبكتها. وتعد أعلى جائزة مقدمة هي «الجائزة الكبرى»، والتي تمنح لأفضل ممثل أو ممثلة خلال العام.

## أنظر كذلك
- جوائز دراما إس بي إس
- جوائز إم بي سي للدراما

## روابط خارجية
- جوائز دراما كي بي إس على موقع IMDb (الإنجليزية)